# Музыка под снегом
«Му́зыка под сне́гом» (неофициальное наименование — «е2—е4») — песня советской и российской рок-группы «Машина времени», мелодия которой была сочинена Александром Кутиковым в качестве музыкальной темы для художественного фильма «Начни сначала». Текст песни написан Андреем Макаревичем уже после завершения съёмок фильма. Издана на отдельном сингле, а также включена в трек-лист первой долгоиграющей пластинки группы «В добрый час» в 1986 году.
Со второй половины 1980-х годов — известная лирическая композиция группы с иносказательным текстом. В 1986—1987 годах более двенадцати месяцев входила в тройку лучших песен хит-парада «Звуковая дорожка» газеты «Московский комсомолец». Периодически исполняется «Машиной времени», а также отдельными участниками группы в рамках их выступлений со сторонними коллективами.

## История

### «Начни сначала» как предыстория
История создания песни связана с участием музыкантов «Машины времени» в съёмках музыкального драматического фильма «Начни сначала» режиссёра Александра Стефановича. А по мнению авторов радиопередачи «Летопись», посвящённой альбому «В добрый час», песня появилась во многом «благодаря» участию в этих съёмках. Кинофильм на тот момент был уже не первым опытом сотрудничества музыкантов с А. Стефановичем. До этого, в 1981 году, «Машина времени» записала цикл песен для музыкального фильма режиссёра — «Душа».
Работу над картиной «Начни сначала» группа совмещала с интенсивной гастрольной деятельностью, которая стала возможной после получения коллективом статуса музыкального ансамбля при Росконцерте. Вместе с тем, содержание самих концертных программ в этот период «Машина времени» была вынуждена согласовывать с органами цензуры. Подготовка к выпуску первой долгоиграющей пластинки группы на Всесоюзной студии грамзаписи «Мелодия» постоянно откладывалась, а немногочисленные случаи записи отдельных блоков песен в филиалах «Мелодии» не были санкционированы руководством студии, являлись результатом частной инициативы её сотрудников. Случаи приглашения музыкантов на съёмки телевизионных передач оставались единичными, как отмечал в этой связи Андрей Макаревич: «Масса хороших людей, энтузиастов своего дела, пытались пропихнуть нас то туда, то сюда, то на страницы газет, то в «Голубой огонёк», то в передачу «Запишите на ваши магнитофоны» — и всегда в последний момент чья-то бесшумная мягкая лапа останавливала любые поползновения». Опыт участия группы в кино также не был значительным, однако отличался разнообразием: к началу съёмочного процесса фильма «Начни сначала» в 1983 году «за плечами» участников «Машины времени» уже были эпизодические съёмки не только в художественных, но и документальных кинофильмах, запись песен и музыкальных тем.
В кинофильме «Начни сначала» А. Макаревич впервые участвовал и как исполнитель главной роли — молодого московского барда Николая Ковалёва, — а другие музыканты группы были заняты во второстепенных ролях. Для звуковой дорожки фильма авторы отобрали несколько песен, сочинённых Макаревичем. Поскольку работа над картиной продолжалась более трёх лет, постольку песни, написанные в начале этой работы, к моменту её завершения уже стали известными. Из них были выбраны те, «которые лучше других соответствуют характеру героя».

### После прогулки по каналам
Летом 1985 года в Ленинграде, в период белых ночей, для «режимной», со слов Александра Кутикова, съёмки рабочего материала фильма «Начни сначала» — проезда по каналам — была организована утренняя поездка на катере, в которую А. Стефанович пригласил также Кутикова и Макаревича. Как признавался позже А. Кутиков, «в принципе мне там делать-то было нечего, но я напросился к Макару [Макаревичу] и к Стефановичу, <…> потому что мне было очень интересно посмотреть на каналы и вообще на всю эту красоту». Поездка проходила в безветренную погоду, что в сочетании с медленной скоростью движения катера создавало в восприятии присутствующих эффект «зеркально» ровной поверхности воды. Эта поездка произвела сильное эмоциональное впечатление на Кутикова: «Встаёт солнце, зеркальная абсолютно вода, мы очень медленно едем, чтобы не создавать <…> волны, просто как по зеркалу! Меня это очень сильно поразило». Вернувшись в Москву, Кутиков некоторое время оставался дома один, так как его жена находилась в это время в отпуске. Под впечатлением от поездки по ленинградским каналам и вследствие «лёгкой тоски по <…> тому, что отсутствует любимый человек», за короткий промежуток времени он придумал музыкальную тему будущей песни «Музыка под снегом», — причём «всю, от начала до конца».
Позже во время встречи с А. Кутиковым на его даче А. Стефанович упомянул о том, что к тому моменту у фильма «Начни сначала» всё ещё не было главной музыкальной темы. Предложенная и тут же сыгранная музыкантом мелодия режиссёра устроила: «Он услышал её, сказал: „Всё!“ Тут же звонит Макару и говорит: „Макар, есть лейтмотив, есть всё, нужно написать слова… Послезавтра у нас запись“». Таким образом, для звуковой дорожки фильма записана именно инструментальная композиция. По задумке Стефановича, герой Макаревича придумал эту мелодию год назад, ко времени действия фильма, и с того момента безуспешно пытается сочинить к ней текст. По утверждению Макаревича, такой вариант соответствовал действительности: он на самом деле долгое время не мог сочинить текст к мелодии и закончил его в результате «задолго после съёмок фильма». «Я её мурыжил-мурыжил — ничего не получилось, пока вдруг мы не попробовали сменить ритмику. <…> Взяли её, и сгладили этот свинг, сделали прямой рисунок, и тут же слова были написаны. От таких всё мелочей зависит, что просто иногда удивительно бывает». Сам автор песни А. Кутиков охарактеризовал «Музыку под снегом» как «удивительную штуковину», «одну из удачных песен „Машины времени“».

## Запись и выпуск

### Релизы
К весне 1986 года «Машина времени» накопила новый музыкальный материал, запись которого — как и в случае с двумя предыдущими работами группы — производилась в музыкальной студии Муслима Магомаева в доме культуры имени И. М. Астахова в Москве. Звукорежиссёром выступил Владимир Ширкин. Позже эта запись станет первой редакцией программы «Реки и мосты». В её трек-лист была включена также и песня «Музыка под снегом». По утверждению Кутикова, во время записи ему удалось убедить коллег-музыкантов подготовить более современную, по его мнению, аранжировку песни «с электронными барабанами, в духе Matia Bazar».
В этом же, 1986 году, фонограмма «Музыки под снегом» была издана «Мелодией» на одноимённом сингле (на оборотной стороне — фонограмма песни «Пока горит свеча», записанной для звуковой дорожки «Начни сначала»). Звукорежиссёром этого релиза, как и самого кинофильма А. Стефановича, являлся известный советский композитор Виктор Бабушкин. Пластинка была выпущена тремя заводами «Мелодии» — Апрелевским, Ленинградским и Ташкентским (тираж релиза последнего завода-изготовителя — 20 тыс. экземпляров). В 1987 году Апрелевский и Ленинградский заводы допечатали дополнительный тираж сингла.
Позже под музыкальным руководством В. Бабушкина фонограмма «Музыки под снегом», вместе с записями других песен группы разных лет, была издана «Мелодией» также и на первой долгоиграющей пластинке группы «В добрый час», количество заводов-изготовителей, тираж и география распространения которой существенно превзошли аналогичные показатели сингла «Музыка под снегом», что сыграло значительную роль в популяризации песни. Так, в частности, тираж альбома «В добрый час» превысил 2,4 млн экземпляров, что сделало его самым продаваемым альбомом в СССР за период с середины 1986 года до середины 1988 года.
Фонограмма «Музыки под снегом» переиздавалась компанией «Sintez Records» в составе альбомов лучших песен группы: «Лучшие песни „Машины времени“ 1979—1985» (1993) и «Машина времени — часть I» (2006), а также, вместе с композициями других исполнителей, включалась в альбомы-сборники: «Панорама—86. Фестиваль молодежной популярной музыки» («Мелодия», 1987), «GLASNOST» («MCA Records», 1988), «Sintez Rock&Roll… Кому что…» («Sintez Records», 1994).
Сведений о других студийных вариантах песни «Музыка под снегом», записанных когда-либо группой, в открытых источниках нет. Видеоклипы на песню не снимались.

### Участники записи
- Андрей Макаревич — вокал, гитары,
- Александр Кутиков — бэк-вокал, бас-гитара,
- Александр Зайцев — клавишные,
- Валерий Ефремов — ударные,
- Владимир Ширкин — звукорежиссёр.

## Музыка и текст
Тональность песни — си минор. Основная гармоническая последовательность состоит из следующих аккордов: Hm — H7 — G — F#m — Em — C — Hm — C — Hm — C — Hm — C7 — A — D — F#7 — A — D — F#7 — Em.
Песня записана с традиционным для группы разделением вокальных партий: основная — Андрей Макаревич, бэк-вокал — Александр Кутиков. В беседе с журналистом Михаилом Марголисом Кутиков объяснил такое разделение тем, что Макаревичу эта песня «лучше подошла».
В названии песни, предположительно, заключено метафорическое значение, а её текст — иносказателен. В открытых источниках сведений об авторских вариантах интерпретации текста песни нет. Во время телефонного общения А. Макаревича с поклонниками, организованного и проведённого редакцией газеты «Московский комсомолец» в 1987 году, музыканта попросили «в двух словах» рассказать о песне. На что он ответил следующее: «... В тексте обо всём сказано. Мне больше нечего добавить».
Строка «И соната слышна едва-едва» содержит в себе повторяющееся наречие-омофон «едва-едва», с фонетической двусмысленностью восприятия которого («е2» — обозначение поля, занимаемого фигурой пешки в начальной позиции в шахматах) связано возникновение второго «народного» названия песни — «е2—е4» (обозначение общеизвестного хода пешки). Как указано в блоге официального сайта группы (запись от 24 марта 2017 года), «за глаза её [песню] нередко называли „е2—е4“, тем более что как раз в это время Карпов сражался с Каспаровым...». (В данном случае имелся в виду матч-реванш на первенство мира по шахматам между двумя указанными шахматистами, проходивший с 28 июля по 9 октября 1986 года в Лондоне и Ленинграде.)

## Признание
«Музыка под снегом» являлась одной из известных и популярных композиций «Машины времени» периода конца 1980-х годов. По итогам 1986 года читателями газеты «Московский комсомолец» (рубрика «Звуковая дорожка») она была признана песней года, а по итогам 1987 года — заняла третью строчку в десятке лучших песен года, продержавшись, таким образом, в первой тройке хит-парада «Звуковой дорожки» более года. Позже в беседах с журналистами участники группы часто обращались к этому факту. Так, в 1988 году, отвечая на вопрос об отсутствии песен группы в других хит-парадах, А. Макаревич отметил следующее: «Отсутствие в хитах меня вовсе не расстраивает. Когда песня „Музыка под снегом“ больше года находилась в „двадцатке“, меня это расстраивало гораздо больше. Это говорило о том, что необходимо срочно что-то делать». По итогам 1986 года песня стала первой и в категории «Лучшая аранжировка» хит-парада «Звуковой дорожки».
| Период                 | Рейтинг             | Составитель             | Категория          | Позиция |
| ---------------------- | ------------------- | ----------------------- | ------------------ | ------- |
| 1986                   | «Звуковая дорожка»  | «Московский комсомолец» | Лучшая песня       | 1       |
| 1986                   | «Звуковая дорожка»  | «Московский комсомолец» | Лучшая аранжировка | 1       |
| 1986, Январь—март 1987 | «Музыкальный Олимп» | «ТАСС»                  | Лучший миньон      | 8       |
| 1987                   | «Звуковая дорожка»  | «Московский комсомолец» | Лучшая песня       | 3       |

«Машина времени» представляла песню во время съёмок телепередачи «Что? Где? Когда?», а осенью 1987 года — в рамках выступления в телепередаче ленинградского телевидения «Музыкальный ринг». Основная часть программы этого выступления состояла из композиций альбома «Реки и мосты», в первую редакцию которой входила «Музыка под снегом» (см. подраздел «Релизы»). За исключением песни «Посвящение Архитектурному», относящейся к сольному творчеству А. Макаревича, всё выступление группы происходило под фонограмму «плюс».
«Музыка под снегом» исполнялась на концертах, начиная с 1987 года. Один из концертных вариантов песни образца 1988 года — периода, когда в выступлениях коллектива принимала участие балетная группа, — был оценён критикой как «качественно новое визуально-пластическое воплощение» песни". Прозвучала она и на сборном концерте «Зимний вечер… в Лужниках!» 1989 года. К середине 1990-х годов «Музыка под снегом» была фактически исключена из концертного репертуара «Машины времени». Тем не менее, с определённой периодичностью группа исполняла песню и в дальнейшем в рамках отдельных выступлений (в частности, в 1999 году на концерте в честь 30-летия, в 2004 году — с камерным оркестром «Kremlin»).
В 2012 году песня пародировалась ведущими программы «Мурзилки LIVE» радиостанции «Авторадио».
Об одной из «граней» популярности песни свидетельствует, в частности, следующий факт. В одном из эфиров программы «Широкий вечер» на канале «Муз-ТВ» с участием А. Макаревича в 2002 году телезрительница сообщила о том, что «убаюкивала сына под песню» «Музыка под снегом».

## Кавер-версии и варианты исполнения
Наиболее известными каверами на песню являются версии групп «ПараДуш» (Альбом «На одной прямой», 2006) и «Високосный год» (Трибьют-альбом «Машинопись», 2009). С изменённым текстом песню исполнял музыкант и журналист Игорь Григорьев. Вариант исполнения песни а капелла подготовлен вокальным ансамблем «РезонАнс».
Отдельные участники «Машины времени» занимались подготовкой кавер-версий песни со сторонними коллективами. Так, в 2006 году А. Макаревич и «Оркестр креольского танго» записали вариант «Музыки под снегом» для альбома «Старая машина» в аранжировке, значительно отличающейся от студийной записи «Машины времени». Кроме этого, Макаревич исполнял эту песню на сольных концертах, а также — вместе с коллективом «Yo5». А. Кутиков исполняет песню на концертах с группой «Нюанс».

### Комментарии
1. ↑  В Тбилисском, Ленинградском, Московском в 1980 году.
2. ↑  Циклы песен, распространявшиеся позже в магнитиздате под названиями «Чужие среди чужих» (1984) и «Рыбка в банке» (1985).
3. ↑  На конвертах и на наклейках самих пластинок релизов всех трёх заводов была допущена опечатка: вместо фамилии «Кутиков» напечатано «Крутиков»[15].
4. ↑  До этого лучший результат показала только песня «Поворот», возглавлявшая данный хит-парад семь месяцев подряд[22].